# V350 Близнецов
V350 Близнецов (лат. V350 Geminorum) — одиночная переменная звезда в созвездии Близнецов на расстоянии (вычисленном из значения параллакса) приблизительно 7 493 световых лет (около 2 297 парсек) от Солнца. Видимая звёздная величина звезды — от +14,4m до +11,7m.

## Характеристики
V350 Близнецов — красный гигант, углеродная пульсирующая переменная звезда, мирида (M) спектрального класса C. Радиус — около 87,1 солнечных, светимость — около 882,663 солнечных. Эффективная температура — около 3371 К.